# Guerre entre le Pérou et la Bolivie
Conflit frontalier entre la Bolivie et la Pérou (es)
Batailles
Mecapaca (es), Ingavi, Tarapacá (es), Motoni (es), Orurillo (es)

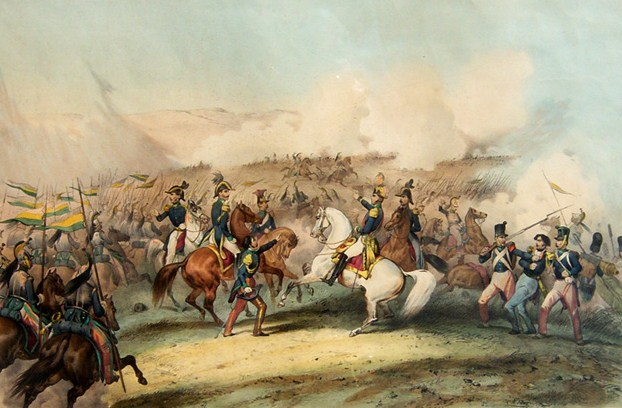
Bataille d'Ingavi en 1841.

La guerre entre le Pérou et la Bolivie a éclaté entre le Pérou et la Bolivie en 1841. Ce conflit est une conséquence de la guerre de la Confédération (Confédération péruvio-bolivienne) qui a duré de 1836 à 1839. 

## Contexte (1825-1841)
En 1825, la République indépendante de Bolivie se sépara du Pérou. Après la démission d'Antonio José de Sucre, Andrés de Santa Cruz fut élu président de la Bolivie en 1827. Il abolit la constitution rédigée par Simón Bolívar et fonda une nouvelle république dotée d'institutions et de lois plus modernes, d'une économie plus stable et d'une puissance militaire. 
Santa Cruz, qui voulait réaliser l'extension territoriale de l'Empire inca, entra dans Lima en 1836 et déclencha ainsi la guerre de la Confédération. Il nomma l'entité née de son entreprise politique la "confédération péruvio-bolivienne", qui exista jusqu'à la fin du conflit en 1839. 
Le 16 juin 1839, le général Agustín Gamarra, un anti-confédéral, fut confirmé par le Congrès en tant que président provisoire jusqu'aux élections constitutionnelles, à la suite desquelles Santa Cruz partit en exil à Guayaquil en Équateur. Le 25 août 1839, Gamarra prononça la dissolution officielle de la Confédération et la fusion du Pérou et de la Bolivie en un État unitaire appelée Pérou (Gamarra n'était pas opposée à l'idée d'une union entre la Bolivie et le Pérou mais seulement contre un État confédéral où la Bolivie aurait l'ascendant sur ce dernier). 

## Cours de la guerre (1841-1842)

### L'offensive péruvienne (1eroctobre – 18 novembre 1841)
Le président péruvien Agustín Gamarra souhaita tirer profit de l'état de la Bolivie pour annexer le département de La Paz, riche en ressources minières. Il envahit la Bolivie le 1er octobre 1841 et entra dans la La Paz sans combattre deux semaines plus tard. Cependant, les Boliviens ne s'avouèrent pas vaincus et beaucoup acceptèrent le manifeste de Ballivián demandant à poursuivre la résistance contre l'envahisseur. Le 21 octobre, un premier affrontement majeur eut lieu dans la ville occupée de Mecapaca où la colonne du colonel San Román fut attaquée par surprise par le cinquième bataillon bolivien accompagné d'un détachement de cuirassiers. Les Péruviens parvinrent à les faire battre en retraite mais leurs soldats blessés furent massacrés par une foule de Boliviens en colère qui avaient réussi à pénétrer dans l'hôpital militaire.

### Le tournant d'Ingavi (18 novembre 1841)
La bataille d'Ingavi se déroula le 18 novembre 1841 à Viacha, dans la province d'Ingavi (d'où son nom). Là-bas, les troupes péruviennes commandées par le président Agustín Gamarra en personne se heurtèrent aux troupes boliviennes commandées par le président José Ballivián en personne. En raison des dissensions existantes au sein du camp adverse (notamment entre Gamarra et ses généraux San Román et Castilla) et de l'avantage technologique de son pays (les fantassins boliviens, inférieurs en nombre, disposaient de fusils Brunswick (en) dernier cri), ce dernier prit rapidement l'avantage et Gamarra fut tué par balle au cours de l'affrontement. Castilla quant à lui fut fait prisonnier. Ces pertes (ajoutées à celles de centaines d'autres soldats) portèrent un sérieux coup au camp des vaincus.

### Contre-offensive bolivienne (18 novembre – 25 décembre 1841)
Profitant de sa victoire à Ingavi, José Ballivián se lança dans une contre-offensive éclair avec sa deuxième division. Le 23 novembre 1841, il avait déjà reconquis l'ensemble des territoires boliviens occupés par le Pérou. Le 2 décembre, ses troupes franchirent la frontière péruvienne. Le 4 décembre, elles prirent Juliaca et Puno aux abords du lac Titicaca. Le 8 décembre, ce fut au tour de Tacna et le lendemain de tout le littoral péruvien entre Ilo et Iquique. Au plus fort de l'avancée, les troupes boliviennes occupaient environ 130 000 km2 de territoire péruvien (plus d'un neuvième du pays) et menaçaient directement Cuzco, l'ancienne capitale. 

### Résistance péruvienne (25 décembre 1841 – 7 avril 1842)
Cependant, les Péruviens n'avaient pas dit leur dernier mot et la résistance commença rapidement à s'organiser, notamment autour de la figure de Manuel de Mendiburu (en) près de Tacna. 
Le 25 décembre 1841, la résistance péruvienne remporta son premier succès lorsque Juan Bautista Ramos, un major de l'armée péruvienne à la tête d'une guérilla dans la vallée d'Azapa (en) battit les troupes boliviennes de Bernardo Rojas à Arica, libérant ainsi la ville. 
À Sama (en), le colonel José María Lavayén de Madrid organisa une troupe qui parvint à vaincre celles du colonel bolivien Rodríguez Magariños. À Locumba (en), une colonne de soldats et de paysans péruviens formés par José Rosa Ara vinrent à bout d'un régiment bolivien lors de la bataille d'Altos de Chipe. 
De toute évidence, les Boliviens n'avaient pas la capacité de maintenir une occupation à long terme et cela fut notamment prouvé par la défaite de Tarapacá (es) en janvier 1842 qui les poussa à abandonner Tacna, Arica et San Lorenzo de Tarapacá dès le mois suivant. Dès lors, le périmètre occupé par l'armée bolivienne se limita à Moquegua, Puno et leurs alentours. Elle en fut cependant rapidement délogée lors des batailles de Motoni (es) et d'Orurillo (es). 

### Fin du conflit et paix (7 avril – 7 juin 1842)
Le 5 avril, les Péruviens avaient entièrement reconquis leur territoire et la Bolivie n'était plus à l'abri d'une nouvelle invasion. Cela poussa les deux parties à s'asseoir à la table des négociations et aucun affrontement majeur ne fut noté entre le remarqué entre le 5 avril et le 7 juin, date de la signature du traité de Puno qui mit officiellement fin à la guerre. 

## Suite (1842-1847)
En dépit de la signature du traité de paix de Puno sous l'égide du Chili, les relations entre Pérou et Bolivie restèrent très tendues dans les années qui suivirent le conflit. Elles ne connurent qu'un réel apaisement en novembre 1847 lorsque les deux pays signèrent un nouvel accord de paix et de commerce.

## Articles annexes
- Liste des guerres impliquant la Bolivie